# Mapa conceitual de Holmes-Toury sobre Estudos da Tradução
O mapa de Holmes-Toury é um mapa conceitual, desenvolvido por Gideon Toury, que sistematiza as áreas de abrangência do campo de Estudos da Tradução, de modo a demonstrar a complexidade dessa área de estudos como uma disciplina em si, com autonomia como campo de saber científico. Tal autonomia disciplinar estava em contraposição à tendência predominante até os anos 1970, em que as pesquisas sobre tradução se dispersavam em pesquisas originadas em outras disciplinas (ensino de línguas, estudos literários, linguística, etc.). 
O mapa foi feito com base no artigo “O nome e a natureza dos Estudos da Tradução” (The Name and Nature of Translation Studies, nome do artigo original) de James Holmes, publicado originalmente em 1972, texto reconhecido pelos estudiosos do campo como um dos primeiros e mais importantes passos para a institucionalização acadêmica da disciplina de Estudos da Tradução.
FONTE: Gideon Toury, Descriptive Translation Studies – And Beyond  (1995) citado por Anthony Pym em seu livro Exploring Translations Studies (2010), capítulo 5 (traduzido por Eduardo César Godarth, Yéo N’gana e Bernardo Sant’Anna em Cad. Trad. vol.36 no.3 Florianópolis Sept./Dec. 2016) Disponível em: http://www.scielo.br/scielo.php?script=sci_arttext&pid=S2175-79682016000300214

## História
A primeira aparição do artigo The Name and Nature of Translation Studies, do estadunidense e professor da Universidade de Amsterdam, James S. Holmes, se deu em 1972, no âmbito da seção de tradução do Terceiro Congresso de Linguística Aplicada, realizado em Copenhagen. Porém, foi a versão ligeiramente modificada do texto, publicada em 1975. Nessa versão, Holmes estabelece em linhas gerais tudo aquilo que os Estudos da Tradução deveriam abranger a fim de se constituírem como campo de pesquisa científica. Vinte anos mais tarde, em 1995, o professor israelense Gideon Toury, da Universidade de Tel Aviv, publicou, em livro de sua autoria, a figura hoje conhecida como “Mapa de Holmes-Toury” (figura acima). 

## Interpretação do mapa: divisão em campos
Nesse mapa, os Estudos da Tradução foram divididos em dois grandes campos – o “puro” e o “aplicado”. O campo dos estudos aplicados da tradução incluiria:
- formação de tradutores;
- assistência à tradução, nos dias atuais, temos recursos que vão desde dicionários, glossários, e gramáticas até o desenvolvimento dos recursos de auxílio à tradução (computer-assisted/ computer-aided translation - CAT tools, ou ferramentas de auxílio à tradução na forma de softwares, por exemplo, as "memórias de tradução"), a tradução aplicada ao ensino de línguas, etc.) e também o uso de linguística de corpus;
- crítica de tradução, que também abrange a questão da avaliação de traduções;
- e mesmo não constando do mapa acima, temos a área de estudos aplicados chamada de políticas de tradução, relacionada a questões dos profissionais da tradução, como qual o papel dos tradutores na sociedade, quais textos/obras devem ser traduzidos em uma determinada situação sócio-cultural.

O campo “puro”, por sua vez, teria duas subdivisões – a dos estudos teóricos e a dos estudos descritivos. Os estudos da tradução puros do tipo descritivos estão relacionados a estudos de caso que serviriam para confirmar ou refutar as conclusões dos estudos teóricos através do método indutivo.

## Estudos Teóricos da Tradução: gerais e parciais
Os estudos da tradução puros de tipo teóricos seriam dois – gerais e parciais. Os estudos teóricos “gerais” seriam aqueles em que, nas palavras de Jeremy Munday, se busca “descrever ou explicar todos os tipos de tradução e fazer generalizações relevantes para a tradução como um todo” (p. 11). Vale destacar que, por muito tempo, predominaram discussões teóricas com recomendações gerais sobre aquilo que deveria ser considerada “uma boa tradução”, os chamados textos prescritivos. Holmes foi inovador ao propor os estudos teóricos “parciais”, ampliando as discussões ao apontar para diversas especificidades relacionadas à tradução, colaborando para o reconhecimento da complexidade desse campo de estudos. Assim sendo, os estudos teóricos “parciais” buscam explorar diferentes aspectos que influenciam e/ou fazem parte do processo tradutório, tal como será detalhado a seguir.

## Estudos Teóricos Parciais
Os estudos teóricos “parciais” se restringiriam de acordo a vários parâmetros seriam teorias:
- restritas aos meios da tradução (por exemplo, as ferramentas de tradução, a discussão do uso de máquinas ou o uso de máquinas combinado com o trabalho humano, além de outros meios de tradução não escritas, como a tradução oral humana – interpretação – e a tradução humana por linguagem de sinais);
- restritas às áreas de tradução (tradução entre pares linguísticos específicos, generalizações a respeito das diferenças entre as línguas, como, por exemplo, quando se observa que na tradução para o inglês a tendência é usar menos palavras que em português);
- restritas aos níveis (rank-restricted) de tradução (teorias de tradução que tratam do texto como um todo mas se concentram em níveis mais abaixo, tal como os níveis de palavra, frase, parágrafo, o que costuma ser tratado sob um viés linguístico, por exemplo, a determinação de unidades de tradução);
- restritas às tipologias textuais (análises dos diferentes gêneros discursivos como análises de gêneros literários - narrativas, peças teatrais, poesia - ou como aquelas sobre as traduções da Bíblia, a tradução técnica, etc.);
- restritas à época (por exemplo, sobre a tradução contemporânea e as traduções de textos antigos);
- restritas aos problemas da tradução (como a tradução de metáforas, de humor ou expressões idiomáticas).

## Estudos Descritivos
A outra subdivisão dos estudos de tradução puros seria a descritiva. Os estudos descritivos estariam divididos em três: os orientados ao produto, os orientados ao processo e os orientados à função. 
- Os estudos descritivos orientados ao produto seriam aqueles que descrevem ou analisam traduções interlinguísticas, ou seja, entre uma língua-fonte (LF) e uma língua-alvo (LA). Esses estudos podem ser tanto os de um único texto vertido a uma LA quanto uma análise comparativa de um texto de uma determinada LF com suas versões em uma ou mais LAs. Em seu texto fundador, Holmes vislumbrava, através deste tipo de estudo, a elaboração de uma história geral das traduções.

- Os estudos descritivos orientados à função seria, nas palavras de Holmes, "a descrição de sua função dentro da situação sócio-cultural de recepção”[4]. Em The Name and Nature of Translation Studies, Holmes define esse campo como aquele em que se estudam mais os contextos de recepção da tradução do que os próprios textos traduzidos. Nesse sentido, perguntas como quando, onde, que influência exerceu, etc., servem como guias das pesquisas que investigam as funções da tradução. Atualmente, a recepção de textos literários traduzidos no contexto de uma determinada LA tem grande desenvolvimento teórico na abordagem polissistêmica[5], bem como na “virada cultural” nos Estudos da Tradução[6].

- Por fim, os estudos descritivos orientados ao processo analisaria o momento da tradução, as estratégias mentais utilizadas pelo tradutor quando verte um texto de uma língua para outra, podendo ser entendido como a psicologia por trás da tradução.

Conforme o próprio Holmes estimou e a evolução do campo parcialmente corroborou, as pesquisas descritivas, tais quais os estudos de caso, podem servir como material empírico para subsidiar os estudos teóricos (especialmente os estudos teóricos parciais).

## Divergências entre Holmes e Toury
Segundo Mona Baker, Holmes e Toury enxergam a inter-relação entre as três grandes áreas – a aplicada, a teórica e a descritiva – de formas distintas. Se, para Holmes, há uma relação dialética, em que as três áreas se alimentam umas às/das outras, para Toury as atividades aplicadas da tradução não seriam propriamente componentes centrais dos Estudos da Tradução, mas extensões dele (ou campo subordinado), conforme desenvolvido pelo próprio Gideon Toury no mapa abaixo. 
Assim sendo, por se distanciar do discurso de Holmes em 1972, o mapa abaixo foi criticado por Baker, pois explicita a relação - mostrada como unidirecional - entre os campos “puros” e “aplicados” dos Estudos de Tradução, em que as extensões aplicadas são alimentadas pelos campos "puros" (estudos teóricos e estudos descritivos). Pode-se concluir que se os estudos aplicados fossem realmente apenas receptores de contribuições dos demais campos, isso daria a entender que os estudos aplicados nada teriam a contribuir para os campos "puros", o que seria um equívoco, já que o treinamento de tradutores e as críticas de traduções, por exemplo, têm muito a contribuir para estudos descritivos e teóricos, fornecendo materiais a serem estudados e colaborando para confirmar ou refutar teorias de acordo com o que ocorre na prática.
O MAPA DE TOURY SOBRE A RELAÇÃO ENTRE OS ESTUDOS DA TRADUÇÃO E SUA EXTENSÃO APLICADA:

FONTE: tradução do mapa conceitual em BAKER, M. (ed.) (1998) Routledge Encyclopedia of Translation Studies, Nova York e Londres: Routledge, p. 278.